# Danh sách thành phố và huyện của tỉnh tự trị đặc biệt Jeonbuk
Tỉnh tự trị đặc biệt Jeonbuk (Jeollabuk-do) được chia thành 6 thành phố (si) và 8 huyện (gun). Chúng cũng được chia thành 14 thị trấn (eup), 145 thị trấn (myeon) và 82 khu phường (dong).

## Đơn vị hành chính
| Tên          | Hangul   | Hanja    | Diện tích | Dân số    | Mật độ   | Bản đồ |
| ------------ | -------- | -------- | --------- | --------- | -------- | ------ |
| Jeonju-si    | 전주시   | 全州市   | 252,370   | 659,024   | 206.10   |        |
| Iksan-si     | 익산시   | 益山市   | 141,392   | 311,381   | 506.65   |        |
| Gunsan-si    | 군산시   | 群山市   | 139,049   | 278,098   | 390.20   |        |
| Jeongeup-si  | 정읍시   | 井邑市   | 52,032    | 127,355   | 692.65   |        |
| Gimje-si     | 김제시   | 金堤市   | 33,576    | 90,252    | 544.90   |        |
| Namwon-si    | 남원시   | 南原市   | 31,452    | 85,994    | 752.63   |        |
| Wanju-gun    | 완주군   | 完州郡   | 33,610    | 90,310    | 820.15   |        |
| Gochang-gun  | 고창군   | 高敞郡   | 28,349    | 59,713    | 607.71   |        |
| Buan-gun     | 부안군   | 扶安郡   | 27,679    | 58,815    | 493.04   |        |
| Imsil-gun    | 임실군   | 任實郡   | 13,910    | 30,708    | 597.15   |        |
| Sunchang-gun | 순창군   | 淳昌郡   | 13,657    | 30,275    | 495.76   |        |
| Jinan-gun    | 진안군   | 鎭安郡   | 11,892    | 27,535    | 789.14   |        |
| Muju-gun     | 무주군   | 茂朱郡   | 11,540    | 25,562    | 631.89   |        |
| Jangsu-gun   | 장수군   | 長水郡   | 12,044    | 26,393    | 533.43   |        |
| Jeollabuk-do | 전라북도 | 全羅北道 | 783,552   | 1,863,894 | 8,061.40 |        |